# Goodie Mob
Goodie Mob je američka hip hop grupa koju su 1991. godine osnovali Big Gipp, Khujo, T-Mo i Cee Lo Green. Ime grupe dolazi od "The GOOD DIE Mostly Over Bullshit". Prvi put su se pojavili na albumu Outkasta Southernplayalisticadillacmuzik.

## Diskografija
- Soul Food (1995.)
- Still Standing (1998.)
- World Party (1999.)
- One Monkey Don't Stop No Show (2004.)
- We Sell Drugs Too (TBA)[1]

## Vanjske poveznice
- Goodie Mob na MySpaceu
- Goodie Mob  Arhivirana inačica izvorne stranice od 19. listopada 2011. (Wayback Machine) na MTV